# Notação musical numerada

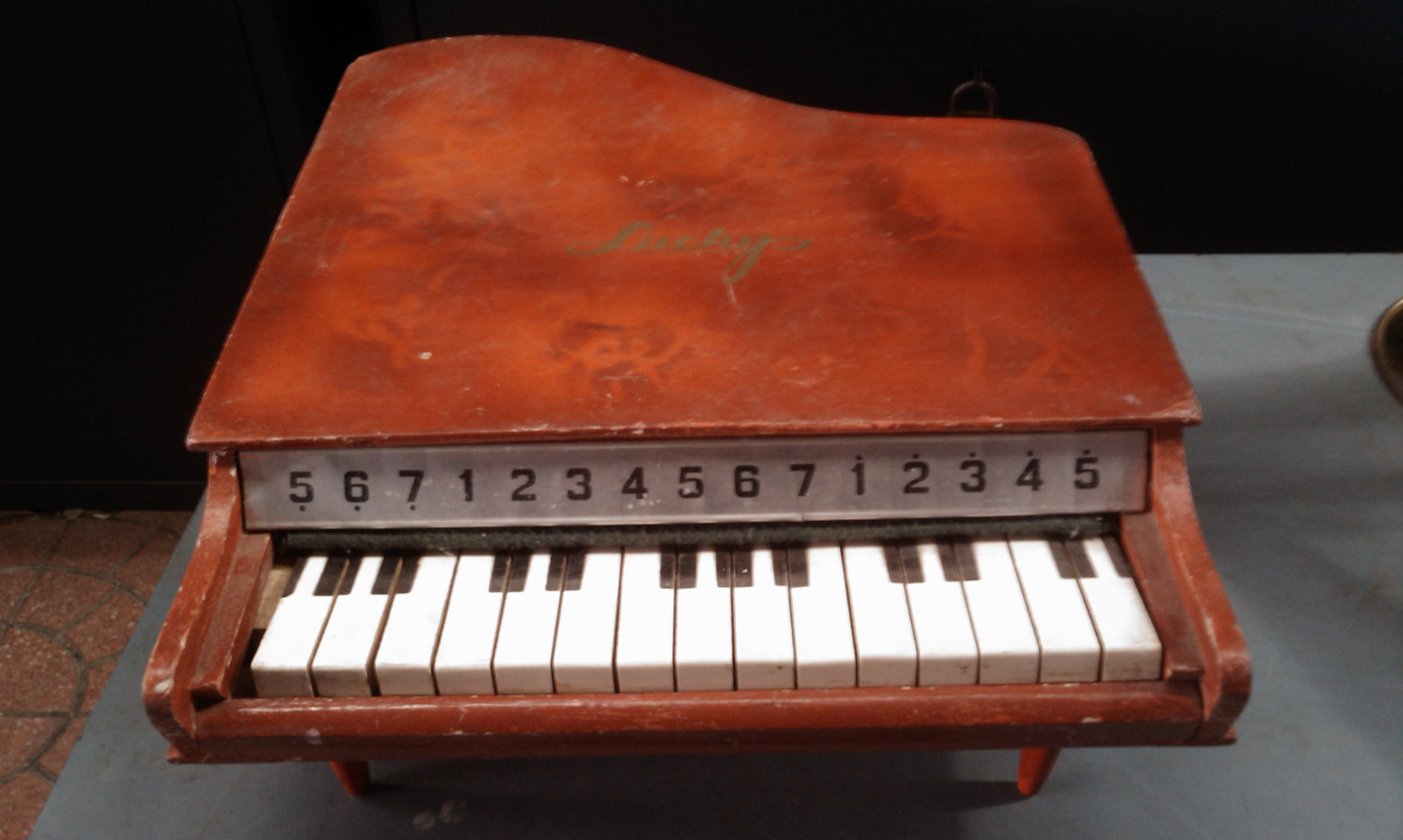
Piano infantil chinês com os dígitos da notação musical numerada acima das teclas.

A notação musical numerada é um sistema de notação cifrado usado na China, e até certo ponto no Japão, Indonésia, Malásia, Austrália, Irlanda, Reino Unido, Estados Unidos, e na parte anglófona do Canadá.
Esta notação numérica musical usa essencialmente dígitos (de 1 a 7, com 0 como uma pausa), juntamente com caracteres adicionais, incluindo muitos da notação musical padrão ocidental. O sistema é muito popular entre alguns povos asiáticos , tornando as convenções para codificar e decodificar música mais acessíveis do que no Ocidente, já que mais chineses podem ler jianpu à primeira vista do que a notação padrão. A maioria das partituras de música tradicional chinesa e livros de canções populares são publicados em jianpu , e a notação de jianpu é frequentemente incluída na música vocal com notação de pauta.
A notação musical numerada remonta ao sistema projetado por Pierre Galin, conhecido como Sistema Galin-Paris-Chevé. Também é conhecido como Ziffernsystem, que significa "sistema numérico" ou " sistema cifrado " em alemão .

## Exemplo
As duas imagens abaixo ilustram como a mesma música é escrita usando a notação padrão e a notação numerada.

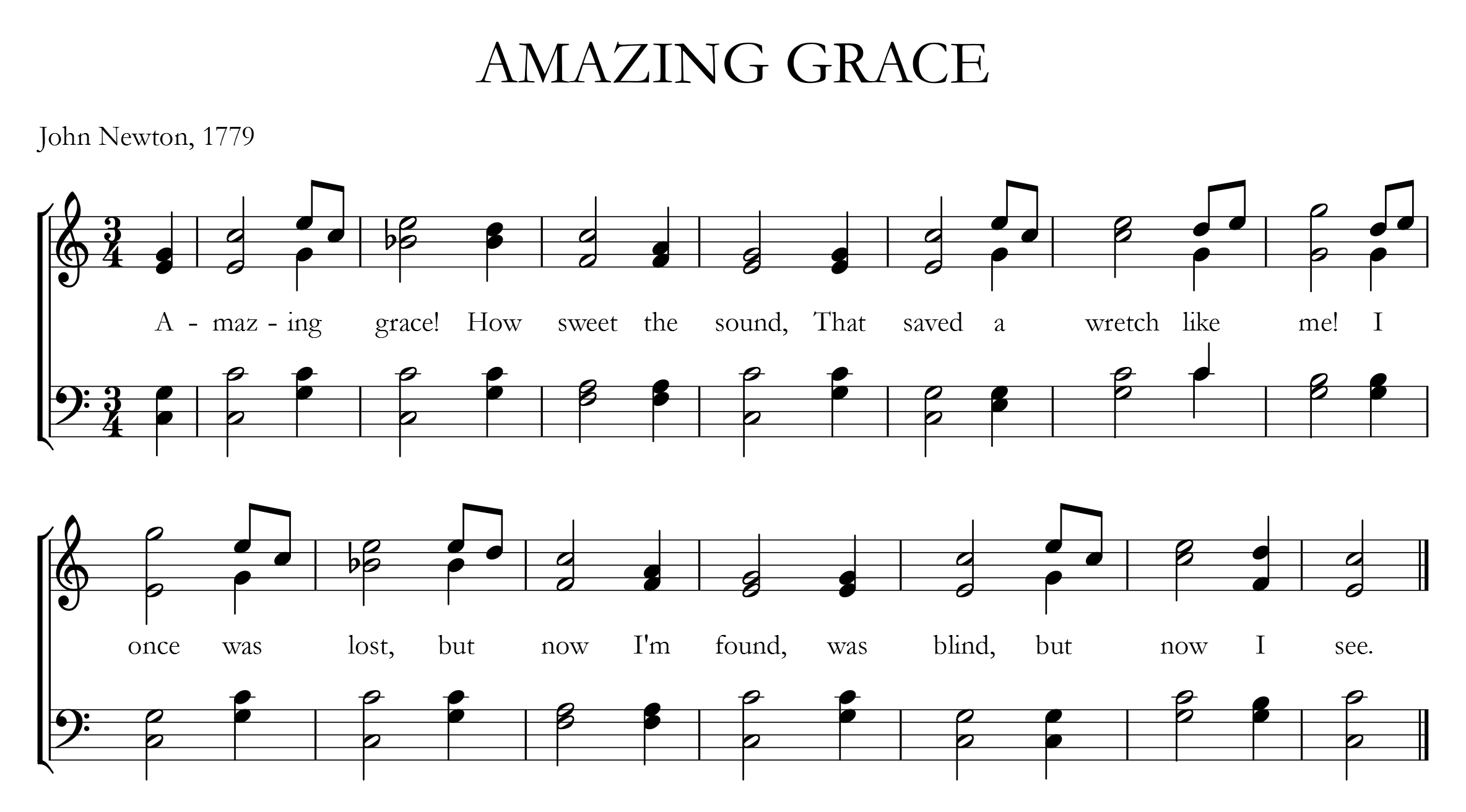
O hino "Amazing Grace" escrito na notação musical padrão.

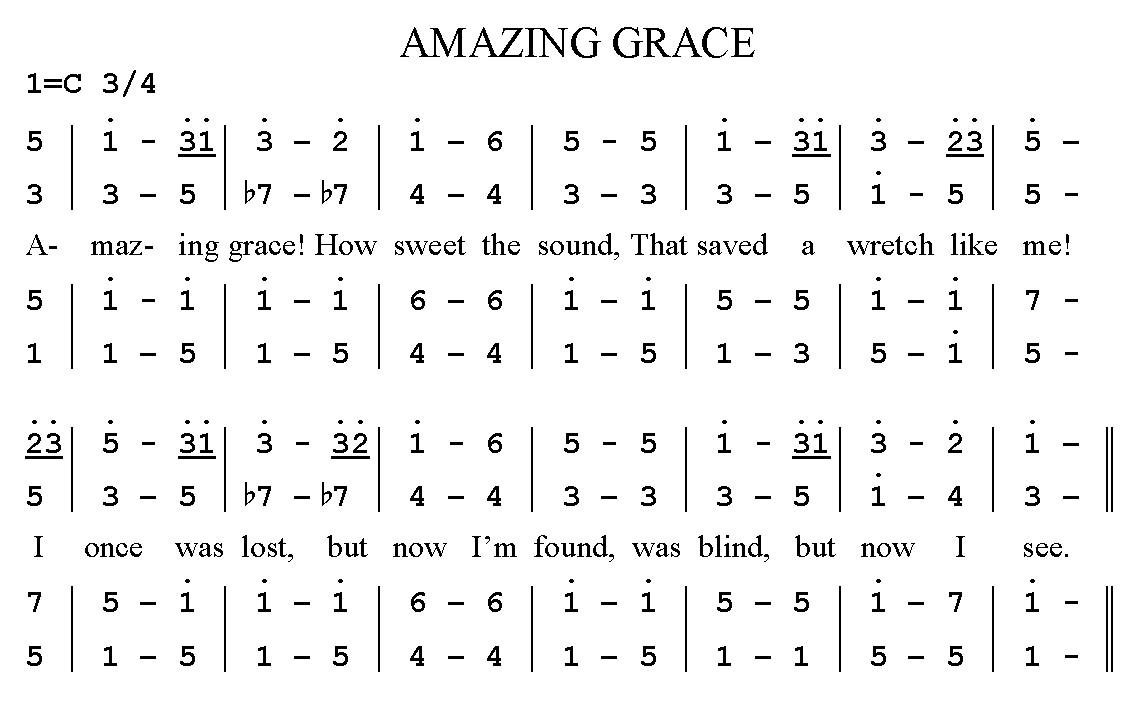
O hino "Amazing Grace" escrito na notação musical numerada.

## Notacao cifrada onlineouJianpu online
Após a introducao da Internet, o sistema de Notacao cifrada foi facilitado, de forma a ser inserido através de caracteres ascii simples. Por exemplo, a primeira estrofe de Amazing Grace pode ser transcrita desta forma:
/ 005 //
/ 1'0(3'1') / 3'02' / 1'06 / 505 //
/ 1'0(3'1') / 3'0(2'3') / 5'00 / 00(2'3') //
/ 5'0(3'1') / 3'0(3'2') / 1'06 / 505 //
/ 1'0(3'1') / 3'02' / 1'00! / 000 //